# Olumoieró II
Marufe Adecunlé Mababeolá (em iorubá: al-Maroof Adekunle Magbagbeola), cujo nome real é Olumoieró II (em iorubá: Olumoyero), é o atual olufom (obá ou rei) de Ifom Oxum, no estado de Oxum, na Nigéria. Declara ser descendente direto do orixá Oxalufom. Foi feito sucessor de seu pai Olatoié Ilufoié Orixatoimbó II em 28 de maio de 2007, após a morte dele no mesmo ano. Antes, trabalhou no escritório da Corporação Nacional Nigeriana de Petróleo como supervisor administrativo.
Em 2014, fez visita diplomática ao Brasil e passou por cidades do interior de São Paulo, Rio de Janeiro e Brasília. Desembarcou em 11 de novembro, na companhia de sua esposa Olori Adebulá, e se hospedou em Embu das Artes, em São Paulo.